# Fotballklubben Bodø/Glimt 2023
La stagione 2023 del FK Bodø/Glimt è stata la 107ª stagione della sua esistenza e la 6ª consecutiva nella massima serie del calcio norvegese. In più, ha partecipato alla Coppa di Norvegia della stagione 2022-2023 e della stagione 2023. In campo europeo ha partecipato alla fase a eliminazione diretta della Conference League 2022-2023 e alla fase a gironi della Conference League 2023-2024, venendo poi eliminata al turno di spareggio contro l'Ajax.

## Giocatori

### Rosa
| N. |                      | Ruolo | Calciatore            |
| -- | -------------------- | ----- | --------------------- |
| 1  | Norvegia (bandiera)  | P     | Julian Faye Lund      |
| 2  | Norvegia (bandiera)  | D     | Marius Lode           |
| 3  | Norvegia (bandiera)  | D     | Omar Elabdellaoui     |
| 4  | Norvegia (bandiera)  | D     | Odin Bjørtuft         |
| 5  | Norvegia (bandiera)  | D     | Brice Wembangomo      |
| 6  | Norvegia (bandiera)  | D     | Isak Amundsen         |
| 7  | Norvegia (bandiera)  | A     | Amahl Pellegrino      |
| 8  | Danimarca (bandiera) | C     | Albert Grønbæk        |
| 10 | Norvegia (bandiera)  | C     | Daniel Bassi          |
| 11 | Norvegia (bandiera)  | A     | Runar Espejord        |
| 12 | Russia (bandiera)    | P     | Nikita Haikin         |
| 14 | Norvegia (bandiera)  | C     | Ulrik Saltnes         |
| 15 | Norvegia (bandiera)  | D     | Fredrik André Bjørkan |
| 16 | Norvegia (bandiera)  | C     | Morten Konradsen      |
| 18 | Norvegia (bandiera)  | D     | Brede Moe             |

| N. |                      | Ruolo | Calciatore             |
| -- | -------------------- | ----- | ---------------------- |
| 19 | Norvegia (bandiera)  | C     | Sondre Brunstad Fet    |
| 20 | Norvegia (bandiera)  | C     | Fredrik Sjøvold        |
| 22 | Norvegia (bandiera)  | A     | Petter Nosakhare Dahl  |
| 25 | Norvegia (bandiera)  | C     | Tobias Fjeld Gulliksen |
| 27 | Norvegia (bandiera)  | A     | Sondre Sørli           |
| 28 | Norvegia (bandiera)  | A     | Oscar Kapskarmo        |
| 29 | Camerun (bandiera)   | A     | Faris Moumbagna        |
| 30 | Danimarca (bandiera) | D     | Adam Sørensen          |
| 37 | Norvegia (bandiera)  | C     | Ask Tjærandsen-Skau    |
| 44 | Norvegia (bandiera)  | P     | Magnus Brøndo          |
| 45 | Norvegia (bandiera)  | P     | Isak Sjong             |
| 47 | Norvegia (bandiera)  | D     | Stian Kristiansen      |
| 77 | Norvegia (bandiera)  | C     | Patrick Berg (C)       |
| 99 | Slovenia (bandiera)  | A     | Nino Žugelj            |

### In prestito
| N. |                      | Ruolo | Calciatore                                                 |
| -- | -------------------- | ----- | ---------------------------------------------------------- |
| 17 | Norvegia (bandiera)  | C     | Gaute Høberg Vetti (allo Stabaek fino al 31 Dicembre 2023) |
| 21 | Rep. Ceca (bandiera) | C     | Lucas Kubr (al Moss fino al 31 Dicembre 2023)              |
| 23 | Danimarca (bandiera) | A     | Jeppe Kjaer (al Sandefjord fino al 31 Dicembre 2023)       |

| N. |                     | Ruolo | Calciatore                                                |
| -- | ------------------- | ----- | --------------------------------------------------------- |
| 26 | Norvegia (bandiera) | D     | Sigurd Kvile (al Fredrikstad fino al 31 Dicembre 2023)    |
| 33 | Norvegia (bandiera) | C     | Mats Pedersen (al Mjøndalen fino al 31 Dicembre 2023)     |
|    | Norvegia (bandiera) | C     | Syver Skundberg Skeie (all'Hødd fino al 31 Dicembre 2023) |

## Competizioni

### Statistiche di squadra
| Competizione                             | Punti | In casa | In casa | In casa | In casa | In casa | In casa | In trasferta | In trasferta | In trasferta | In trasferta | In trasferta | In trasferta | Totale | Totale | Totale | Totale | Totale | Totale | DR  |
| Competizione                             | Punti | G       | V       | P       | S       | Gf      | Gs      | G            | V            | P            | S            | Gf           | Gs           | G      | V      | P      | S      | Gf     | Gs     | DR  |
| ---------------------------------------- | ----- | ------- | ------- | ------- | ------- | ------- | ------- | ------------ | ------------ | ------------ | ------------ | ------------ | ------------ | ------ | ------ | ------ | ------ | ------ | ------ | --- |
| Eliteserien 2023                         | 70    | 15      | 12      | 2       | 1       | 39      | 16      | 15           | 10           | 2            | 3            | 39           | 22           | 30     | 22     | 4      | 4      | 78     | 38     | +40 |
| Norgesmesterskapet 22-23 1               | -     | 1       | 1       | 0       | 0       | 5       | 3       | 2            | 1            | 0            | 1            | 4            | 1            | 3      | 2      | 0      | 1      | 9      | 4      | +5  |
| Norgesmesterskapet 2023                  | -     | 1       | 1       | 0       | 0       | 3       | 2       | 6            | 5            | 0            | 1            | 13           | 4            | 7      | 6      | 0      | 1      | 16     | 6      | +10 |
| Conference League 22-23 2                | -     | 1       | 0       | 1       | 0       | 0       | 0       | 1            | 0            | 0            | 1            | 0            | 1            | 2      | 0      | 1      | 1      | 0      | 1      | -1  |
| Conference League 23-24 (qualificazioni) | -     | 3       | 2       | 1       | 0       | 9       | 2       | 3            | 2            | 1            | 0            | 9            | 4            | 6      | 4      | 2      | 0      | 18     | 6      | +12 |
| Conference League 23-24 (fase a gironi)  | -     | 3       | 2       | 0       | 1       | 8       | 4       | 3            | 1            | 1            | 1            | 3            | 4            | 6      | 3      | 1      | 2      | 11     | 8      | +3  |
| Totale                                   | -     | 24      | 18      | 4       | 2       | 64      | 27      | 30           | 19           | 4            | 7            | 68           | 36           | 54     | 37     | 8      | 9      | 132    | 63     | +69 |

1Nella tabella sono conteggiate solo le partite giocate nell'anno solare 2023, essendo la coppa giocata su due anni.
2Nella tabella sono conteggiate solo le partite giocate nell'anno solare 2023, essendo la coppa giocata su due anni.

### Andamento in campionato
| Giornata  | 1 | 2 | 3 | 4 | 5 | 6 | 7 | 8 | 9 | 10 | 11 | 12 | 13 | 14 | 15 | 16 | 17 | 18 | 19 | 20 | 21 | 22 | 23 | 24 | 25 | 26 | 27 | 28 | 29 | 30 |
| --------- | - | - | - | - | - | - | - | - | - | -- | -- | -- | -- | -- | -- | -- | -- | -- | -- | -- | -- | -- | -- | -- | -- | -- | -- | -- | -- | -- |
| Luogo     | T | C | T | C | T | C | T | C | T | C  | T  | C  | T  | C  | T  | C  | T  | C  | T  | C  | T  | T  | C  | T  | C  | C  | T  | C  | T  | C  |
| Risultato | V | V | V | N | V | V | V | V | V | V  | P  | N  | V  | V  | V  | P  | P  | V  | V  | V  | N  | N  | V  | V  | V  | V  | V  | V  | P  | V  |
| Posizione | 2 | 1 | 1 | 1 | 1 | 1 | 1 | 1 | 1 | 1  | 1  | 1  | 1  | 1  | 1  | 1  | 1  | 1  | 1  | 1  | 1  | 1  | 1  | 1  | 1  | 1  | 1  | 1  | 1  | 1  |

Fonte:  Eliteserien 2023, su nifs.no.
Legenda:

Luogo: C = Casa; T = Trasferta. Risultato: V = Vittoria; N = Pareggio; P = Sconfitta.

#### Girone di andata
| Arbitro: | Nilsen |

|  |           |                      |
|  | Marcatori | Sørli 5’ Grønbæk 13’ |

| Arbitro: | Grøtta |

|                                    |           |  |
| Pellegrino 3’, 9’, 54’ Grønbæk 23’ | Marcatori |  |

| Arbitro: | Aslam |

|  |           |                                         |
|  | Marcatori | Grønbæk 6’ Moumbagna 17’ Pellegrino 59’ |

| Arbitro: | Moen |

|                       |           |                        |
| Pellegrino 78’, 90+2’ | Marcatori | Wassberg 15’ Finne 44’ |

| Arbitro: | Amland |

|                             |           |  |
| Vetlesen 55’ Pellegrino 82’ | Marcatori |  |

| Arbitro: | Saggi |

|           |           |                    |
| Adams 60’ | Marcatori | Moumbagna 52’, 71’ |

| Arbitro: | Hagenes |

|                                       |           |                       |
| Moumbagna 7’ Vetlesen 45+2’ Mvuka 60’ | Marcatori | Nypan 11’ Ingason 58’ |

| Arbitro: | Nilsen |

|                |           |                                         |
| Erlien 2’, 60’ | Marcatori | Moumbagna 4’, 58’ Pellegrino 25’ (pen.) |

| Arbitro: | Eskås |

|                                                      |           |              |
| Grønbæk 14’ Mvuka 28’, 90+4’ Berg 90’ Pellegrino 88’ | Marcatori | Salvesen 78’ |

| Arbitro: | Hansen |

|                   |           |                                   |
| El-Abdellaoui 90’ | Marcatori | Moumbagna 31’, 67’ Pellegrino 48’ |

| Arbitro: | Hauge |

|                                  |           |  |
| Pellegrino 64’, 67’ Vetlesen 79’ | Marcatori |  |

| Arbitro: | Kringstad |

|                              |           |  |
| Brunes 45+2’ Gulliksen 90+5’ | Marcatori |  |

| Arbitro: | Hagenes |

|                             |           |                      |
| Moumbagna 66’ Saltnes 90+3’ | Marcatori | Brynhildsen 24’, 35’ |

| Arbitro: | Aslam |

|  |           |                            |
|  | Marcatori | Grønbæk 27’ Pellegrino 58’ |

| Arbitro: | Sinnes |

|                         |           |          |
| Moumbagna 46’ Sørli 56’ | Marcatori | Leite 3’ |

#### Girone di ritorno
| Arbitro: | Medic |

|                      |           |                                                                  |
| Nilsson 13’ Ayer 21’ | Marcatori | Grønbæk 11’, 41’ Pellegrino 34’ (pen.) Moumbagna 76’ Saltnes 88’ |

| Arbitro: | Hansen |

|  |           |                          |
|  | Marcatori | Romsaas 21’ Paintsil 62’ |

| Arbitro: | Nilsen |

|                                     |           |                           |
| Salvesen 4’ Solbakken 8’ Tripić 75’ | Marcatori | Moumbagna 21’ Grønbæk 39’ |

| Arbitro: | Aslam |

|            |           |                                   |
| Diarra 48’ | Marcatori | Pellegrino 51’, 72’ Moumbagna 62’ |

| Arbitro: | Kringstad |

|                                                        |           |                                   |
| Haikin 1’ (o.g.) Gammelby 25’ Bjarnason 74’ Onsrud 71’ | Marcatori | Pellegrino 49’, 61’ Berg 66’, 68’ |

| Arbitro: | Saggi |

|                  |           |              |
| Sæter 45’ (pen.) | Marcatori | Gulliksen 7’ |

| Arbitro: | Moen |

|                                              |           |                    |
| Pellegrino 2’ (pen.), 15’, 59’ (pen.), 90+1’ | Marcatori | Børven 7’ Ilić 63’ |

| Arbitro: | Eskås |

|                          |           |  |
| Gulliksen 2’ Saltnes 60’ | Marcatori |  |

| Arbitro: | Amland |

|            |           |                                              |
| Grødem 30’ | Marcatori | Saltnes 26’ Breivik 43’ (o.g.) Gulliksen 48’ |

| Arbitro: | Higraff |

|                                                    |           |                                 |
| Moumbagna 22’ Žugelj 24’ Grønbæk 27’ Saltnes 45+2’ | Marcatori | Kjær 13’ Al-Saed 36’ Dunsby 53’ |

| Arbitro: | Steen |

|                                      |           |            |
| Moe 7’ Pellegrino 63’ Wembangomo 76’ | Marcatori | Roseth 68’ |

| Arbitro: | Amland |

|  |           |                                                   |
|  | Marcatori | Sørli 23’ Moumbagna 25’ Bjørkan 44’ Saltnes 90+2’ |

| Arbitro: | Hauge |

|                    |           |  |
| Hopland 37’ (o.g.) | Marcatori |  |

| Arbitro: | Moen |

|                               |           |                             |
| Finne 7’, 28’ Castro 39’, 47’ | Marcatori | Gulliksen 53’ Kapskarmo 82’ |

| Arbitro: | Grøtta |

|                           |           |  |
| Pellegrino 20’ Žugelj 75’ | Marcatori |  |

### Norgesmesterskapet 2022-2023
| Arbitro: | Grøtta |

|  |           |                                                   |
|  | Marcatori | Pellegrino 37’ Mvuka 48’ Vetlesen 68’ Sjøvold 85’ |

| Arbitro: | Hagenes |

|                                                               |           |                                       |
| Lode Espejord 52’, 81’ Mvuka Žugelj 70’, 75’ Pellegrino 90+1’ | Marcatori | Tripić 35’ Stensness 45’ Salvesen 59’ |

| Arbitro: | Eskås |

|           |           |  |
| Olsen 45’ | Marcatori |  |

### Norgesmesterskapet 2023
| Arbitro: | Bodding |

|  |           |                             |
|  | Marcatori | Žugelj 41’, 74’ Grønbæk 43’ |

| Arbitro: | Berg |

|          |           |                            |
| Lien 56’ | Marcatori | Amundsen 42’ Moumbagna 87’ |

| Arbitro: | Higraff |

|  |           |                      |
|  | Marcatori | Berg 34’ Grønbæk 49’ |

| Arbitro: | Saggi |

|                                         |           |                            |
| Žugelj 77’ Bjørtuft 90+4’ Saltnes 90+6’ | Marcatori | Hjertø-Dahl 20’ Erlien 69’ |

| Arbitro: | Hansen |

|  |           |                      |
|  | Marcatori | Grønbæk 55’ Berg 76’ |

| Arbitro: | Hansen |

|               |           |                                              |
| Ilić 15’, 59’ | Marcatori | Saltnes 3’ Moumbagna 56’, 86’ Sørensen 90+5’ |

| Arbitro: | Hagenes |

|  |           |                 |
|  | Marcatori | Gulbrandsen 89’ |

### UEFA Europa Conference League 2022-2023

#### Fase a eliminazione diretta
| Bodø 16 febbraio 2023, ore 18:45 Spareggi Andata | Bodø/Glimt | 0 – 0 | Lech Poznan | Aspmyra Stadion (6.925 spett.)\| Arbitro: \| Lechnes \| |
| Arbitro:                                         | Lechnes    |       |             |                                                         |

| Arbitro: | Dabanović |

|           |           |  |
| Ishak 63’ | Marcatori |  |

### UEFA Europa Conference League 2023-2024

#### Secondo turno di qualificazione
| Arbitro: | Kardeşler |

|                                           |           |  |
| Grønbæk 44’ Pellegrino 50’ Espejord 90+2’ | Marcatori |  |

| Arbitro: | Marcel Bîrsan |

|                         |           |                                             |
| Matoušek 26’ Křapka 55’ | Marcatori | Sørli 22’ Pemi 42’ Grønbæk 78’ Sørensen 87’ |

#### Terzo turno di qualificazione
| Arbitro: | Ion Orlic |

|                                         |           |  |
| Grønbæk 6’ Moumbagna 31’ Pellegrino 56’ | Marcatori |  |

| Arbitro: | Matthew De Gabriele |

|  |           |                                              |
|  | Marcatori | Pellegrino 43’ (pen.) Berg 49’ Gulliksen 54’ |

#### Spareggi
| Arbitro: | Ruddy Buquet |

|                                   |           |                        |
| Alimi 48’ (pen.) Matei 81’ (pen.) | Marcatori | Moumbagna 19’ Berg 69’ |

| Arbitro: | Rob Harvey |

|                                       |           |                     |
| Sørli 24’ Pellegrino 29’, 100’ (rig.) | Marcatori | Alimi 42’ Varga 46’ |

#### Fase a gironi
| Zurigo 21 settembre 2023, ore 21:00 1ª giornata | Lugano      | 0 – 0 | Bodø/Glimt | Letzigrund (1.384 spett.)\| Arbitro: \| David Šmajc \| |
| Arbitro:                                        | David Šmajc |       |            |                                                        |

| Arbitro: | Ondřej Berka |

|  |           |             |
|  | Marcatori | Vanaken 20’ |

| Arbitro: | Nenad Minaković |

|                                       |           |                  |
| Grønbæk 28’ Moumbagna 58’ Saltnes 87’ | Marcatori | Moe 90+1’ (o.g.) |

| Arbitro: | Sander van der Ejik |

|            |           |                    |
| Bingöl 64’ | Marcatori | Moumbagna 38’, 49’ |

| Arbitro: | Dario Bel |

|                                                    |           |                     |
| Pellegrino 40’, 78’ Fet 52’ Berg 65’ Kapskarmo 88’ | Marcatori | Celar 69’ Babic 86’ |

| Arbitro: | Anastasios Papapetrou |

|                                 |           |                       |
| Nusa 26’ Thiago 58’ Mechele 89’ | Marcatori | Pellegrino 57’ (rig.) |